# 9K123 Chrisantema
Die 9K123 Chrisantema (russisch 9К123 Хризантема, NATO-Codename AT-15 Springer) ist eine russische Panzerabwehrlenkwaffe. Der GRAU-Index der Lenkwaffe lautet 9M123.

## Entwicklung
Das 9K123-Waffensystem wurde Mitte der 1980er Jahre zur Bekämpfung westlicher Kampfpanzer wie Leopard 2 und M1 Abrams konzipiert. Ebenso sollten Ziele mit Reaktivpanzerung bekämpft werden können. Die 9K123 Chrisantema war als Nachfolgemodell für 9K114 Schturm und 9K120 Ataka vorgesehen. Das System wurde im Oktober 1996 von der Entwicklerfirma Konstruktionsbüro KBM der Öffentlichkeit vorgestellt. Die ersten Systeme wurden vermutlich 2004 an die russischen Streitkräfte ausgeliefert. Die luftgestützte Version Chrisantema-W für den Kampfhubschrauber Mi-28NE Havoc wurde 2018 vorgestellt.

## Technik

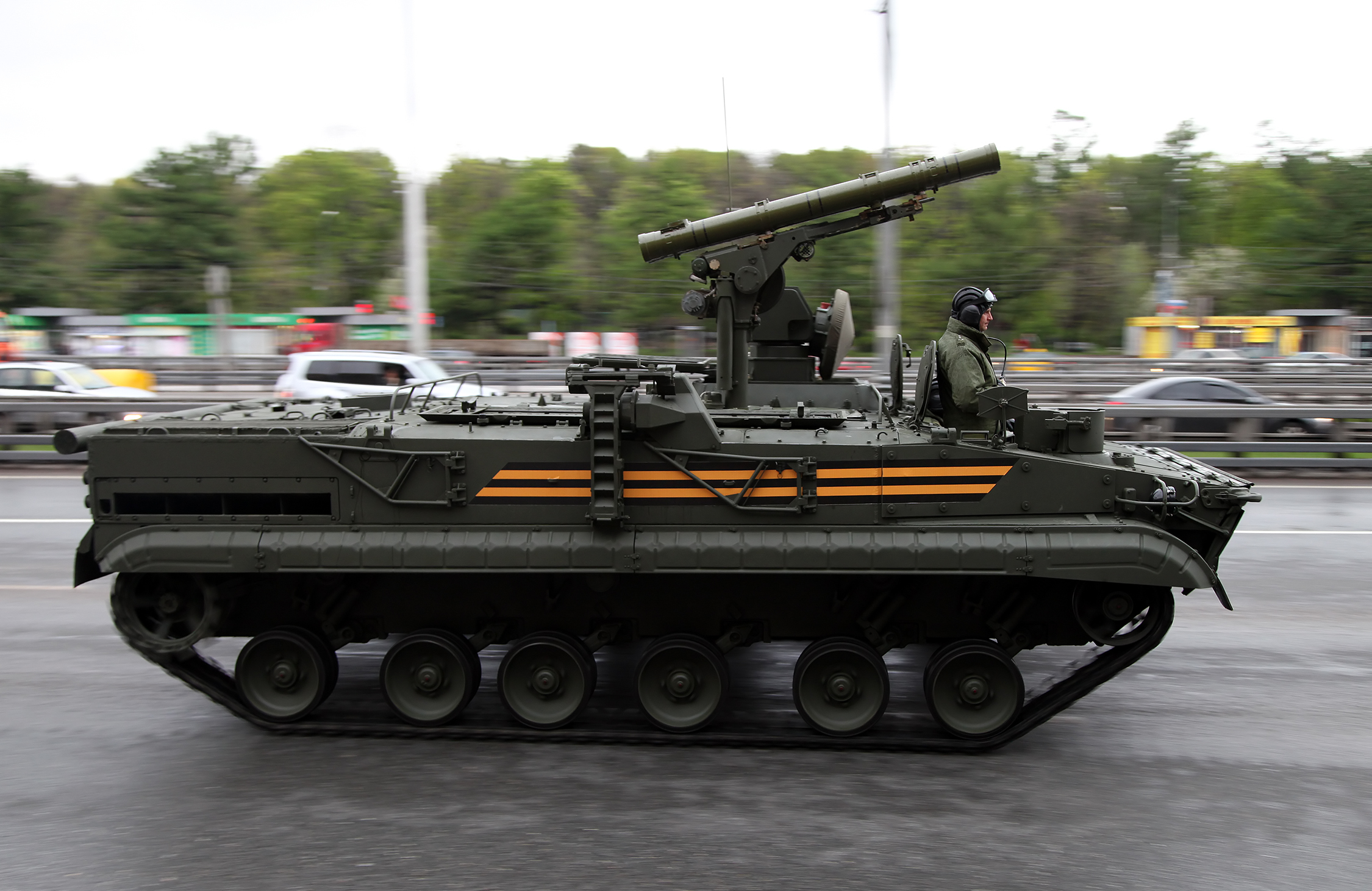
9P157-2 Chrisantema-S

Die derzeit einzige fahrzeuggebundene Waffenplattform für die 9K123 ist der auf dem Fahrgestell des BMP-3 basierender Jagdpanzer 9P157-2 Chrisantema-S. Das Kettenfahrzeug verfügt rechts auf dem Fahrzeugdach über einen Werferarm mit zwei Lenkwaffenbehältern. Dieser ist 170 Grad drehbar. Unter dem Werferarm befindet sich ein Magazin für 15 Lenkwaffen. Der Nachladevorgang erfolgt automatisch. Links vom Werferarm befindet sich ein Sensorturm mit einem Radar im Ku-Band. Vor dem Werferturm befinden sich Tag- und Nachtoptiken. Das Fahrzeug hat eine Besatzung von zwei Mann, ist amphibisch und verfügt über ABC-Schutz. Gefechtsbereit wiegt es 19.400 kg und hat eine Spitzengeschwindigkeit von 70 km/h.
Die kombinierte Laser- und Radarsteuerung war bei der Einführung der 9K123 weltweit einzigartig. Primär wird die Radarsteuerung verwendet. Der Schütze kann auf einem Radarbildschirm Ziele erfassen und selektieren. Nach dem Lenkwaffenstart verfolgt das Millimeterwellenradar das Ziel und die Lenkwaffe automatisch. Unmittelbar nach dem Start kann der Schütze ein weiteres Ziel selektieren und sobald die erste Lenkwaffe im Ziel ist, eine weitere Waffe starten. Ebenso können auf ein Ziel in rascher Folge zwei Lenkwaffen abgefeuert werden. In diesem Modus arbeitet die 9M123 nach dem Fire-and-Forget-Prinzip. Die Radarlenkung kann bei jedem Wetter und bei Nacht über die volle Einsatzdistanz von 6.000 m eingesetzt werden. Neben der Radarlenkung steht weiter eine halbaktive Laserzielsuche zur Verfügung. In diesem Modus wird eine Sichtverbindung zum Ziel benötigt. In der Nacht und bei schlechter Sicht ist die Zielerfassung auf eine Distanz von 3.500 m beschränkt. Der Laserleitstrahl stellt ein kodiertes moduliertes Bündel von Einzelstrahlen dar, die gemeinsam ein von der Rakete lesbares Koordinatensystem bilden, mit dessen Hilfe der Steuerrechner der Lenkrakete die Kurskorrekturen errechnet. In diesem Modus arbeitet die 9M123 nach dem SACLOS-Prinzip. 9K123 kann auch langsam fliegende Hubschrauber bekämpfen.
Von der luftgestützten Version Chrisantema-W existiert ebenfalls je eine Ausführung mit Radarsteuerung und Laserzielsteuerung. Die Chrisantema-W hat eine Reichweite von 10 km.

## Raketen
Die 9M123-Lenkwaffen werden vom Werk in versiegelten Aluminium-Transport- und Abschussbehältern geliefert. Die 9M123-Lenkwaffe hat einen Sprengkopf mit einer Tandemhohlladung, die 1.250 mm homogenen Panzerstahl (RHA) durchschlagen kann. Die 9M123F-Lenkwaffe hat einen thermobarischen Gefechtskopf zur Bekämpfung von Weichzielen und Feldbefestigungen.
Folgende Ausführungen sind bekannt:
- 9M123: Mit Laserzielsteuerung und Gefechtskopf mit Tandemhohlladung
- 9M123-2: Mit Radarsteuerung und Gefechtskopf mit Tandemhohlladung

- 9M123F: Mit Laserzielsteuerung und thermobarischem Gefechtskopf
- 9M123F-2: Mit Radarsteuerung und thermobarischem Gefechtskopf

## Einsatz
Der erste Gefechtseinsatz der Chrisantema-S erfolgte 2011 während des Bürgerkrieges in Libyen. Weiter setzen die Streitkräfte Russlands die Chrisantema-S beim russischen Überfall auf die Ukraine ein.

## Nutzerstaaten
Aktuelle Nutzer
- Aserbaidschan – Ab dem Januar 2018 befinden sich 10 9P157-2 Jagdpanzer mit AT-15 Raketen im Dienst.[7]:183
- Libyen – Ab dem Januar 2018 befindet sich eine unbekannte Anzahl 9P157-2 Jagdpanzer mit AT-15 Raketen im Dienst.[7]:349
- Russland – Ab dem 23. November 2012 befinden sich mindestens 10 9P157-2 Jagdpanzer mit AT-15 Raketen im Dienst.[8]